# Feliciano António Nogueira Lisboa
Der Portugiese Feliciano António Nogueira Lisboa hatte im 18. Jahrhundert verschiedene Posten im portugiesischen Kolonialreich inne.
1786 leitete Lisboa die portugiesische Faktorei im indischen Surat, wo er den Baumwollhandel mit China organisierte.
Von 1788 bis 1790 war Lisboa Gouverneur und Generalkapitän von Timor und Solor im Rang eines capitão-tenente. Mit dem Vertreter der katholischen Kirche in Manatuto, dem Mönch Francisco Luis da Cunha, geriet Lisboa in Streit. Beide beschuldigten sich gegenseitig unter anderem der Raubüberfälle und dem Diebstahl von Zolleinnahmen. Um den Gouverneur loszuwerden, wiegelte der Mönch die Einwohner Manatutos zur Rebellion auf. Christianisierte Timoresen drohten die Revolte auf ganz Belu auszudehnen. Schließlich griff der Vizekönig von Goa durch, ließ beide Männer verhaften und von Timor ausweisen. Der neue Gouverneur Joaquim Xavier de Morais Sarmento brachte die Lage wieder unter Kontrolle.
Im November 1795 befand der Überseerat über die Verfehlungen des ehemaligen Gouverneurs.